# Simon Terodde
Simon Terodde (Bocholt, 2 maart 1988) is een Duits voormalig voetballer die doorgaans speelde als spits. Tussen 2007 en 2024 was hij actief voor MSV Duisburg, Fortuna Düsseldorf, 1. FC Köln, Union Berlin, VfL Bochum, VfB Stuttgart, opnieuw 1. FC Köln, Hamburger SV en Schalke 04.

## Clubcarrière
Terodde maakte zijn debuut als professioneel voetballer voor MSV Duisburg. In 2009 werd hij kortstondig verhuurd aan Fortuna Düsseldorf. Hierna transfereerde de aanvaller naar 1. FC Köln, maar voor die club zou hij vooral bij de beloften uitkomen. In de zomer van 2011 werd Terodde verhuurd aan Union Berlin. Na een jaar werd de overgang definitief en tekende de Duitser een contract tot medio 2015 in de hoofdstad. Bij Union verdiende Terodde een transfer naar VfL Bochum. In zijn tweede seizoen bij Bochum werd de spits topscorer van de 2. Bundesliga. Hierna kocht het gedegradeerde VfB Stuttgart hem. Hier werd hij opnieuw topschutter en Stuttgart promoveerde weer naar de Bundesliga. Op het hoogste niveau kwam Terodde tweemaal tot scoren in vijftien duels in de eerste seizoenshelft.
Hierop werd hij aangetrokken door 1. FC Köln, waar hij eerder al onder contract had gestaan. Hij ondertekende een verbintenis voor de duur van drieënhalf jaar en kreeg rugnummer 9. Na een degradatie en een promotie kwam hij medio 2020 terecht bij Hamburger SV. Bij die club werd hij tweede op de topscorerslijst van de competitie, achter Serdar Dursun van Darmstadt 98. Hierop werd hij aangetrokken door Schalke 04. In oktober 2021 maakte Terodde zijn honderdvierenvijftigste doelpunt op het Duitse tweede niveau, waarmee hij de topscorer aller tijden werd van de 2. Bundesliga. Met Schalke promoveerde hij naar de Bundesliga. In juni 2023 werd zijn aflopnde verbintenis met een jaar verlengd. Terodde besloot in de zomer van 2024 op zesendertigjarige leeftijd een punt te zetten achter zijn actieve loopbaan.

## Clubstatistieken
| Seizoen | Club               | Competitie    | Competitie | Competitie | Beker | Beker | Internationaal | Internationaal | Totaal | Totaal |
| Seizoen | Club               | Competitie    | Wed.       | Dlp.       | Wed.  | Dlp.  | Wed.           | Dlp.           | Wed.   | Dlp.   |
| ------- | ------------------ | ------------- | ---------- | ---------- | ----- | ----- | -------------- | -------------- | ------ | ------ |
| 2008/09 | MSV Duisburg       | 2. Bundesliga | 2          | 0          | 0     | 0     | —              | —              | 2      | 0      |
| 2008/09 | Fortuna Düsseldorf | 3. Liga       | 8          | 1          | 0     | 0     | —              | —              | 8      | 1      |
| 2009/10 | 1. FC Köln         | Bundesliga    | 0          | 0          | 0     | 0     | —              | —              | 0      | 0      |
| 2010/11 | 1. FC Köln         | Bundesliga    | 5          | 0          | 2     | 1     | —              | —              | 7      | 1      |
| 2011/12 | Union Berlin       | 2. Bundesliga | 27         | 8          | 1     | 1     | —              | —              | 28     | 9      |
| 2012/13 | Union Berlin       | 2. Bundesliga | 33         | 10         | 2     | 1     | —              | —              | 35     | 11     |
| 2013/14 | Union Berlin       | 2. Bundesliga | 27         | 5          | 3     | 0     | —              | —              | 30     | 5      |
| 2014/15 | VfL Bochum         | 2. Bundesliga | 33         | 16         | 2     | 3     | —              | —              | 35     | 19     |
| 2015/16 | VfL Bochum         | 2. Bundesliga | 33         | 25         | 4     | 3     | —              | —              | 37     | 28     |
| 2016/17 | VfB Stuttgart      | 2. Bundesliga | 32         | 25         | 1     | 0     | —              | —              | 33     | 25     |
| 2017/18 | VfB Stuttgart      | Bundesliga    | 15         | 2          | 2     | 1     | —              | —              | 17     | 3      |
| 2017/18 | 1. FC Köln         | Bundesliga    | 15         | 5          | 0     | 0     | —              | —              | 15     | 5      |
| 2018/19 | 1. FC Köln         | 2. Bundesliga | 33         | 29         | 2     | 4     | —              | —              | 35     | 33     |
| 2019/20 | 1. FC Köln         | Bundesliga    | 23         | 3          | 2     | 1     | —              | —              | 25     | 4      |
| 2020/21 | Hamburger SV       | 2. Bundesliga | 33         | 24         | 1     | 0     | —              | —              | 34     | 24     |
| 2021/22 | Schalke 04         | 2. Bundesliga | 30         | 30         | 2     | 0     | —              | —              | 32     | 30     |
| 2022/23 | Schalke 04         | Bundesliga    | 32         | 5          | 1     | 0     | —              | —              | 33     | 5      |
| 2023/24 | Schalke 04         | 2. Bundesliga | 28         | 5          | 2     | 0     | —              | —              | 30     | 5      |
| Totaal  | Totaal             | Totaal        | 409        | 193        | 27    | 15    | 0              | 0              | 436    | 208    |

## Erelijst
| Competitie              |               |                                                                                |               |               |
| Competitie              | Aantal        | Jaren                                                                          |               |               |
| VfB Stuttgart           | VfB Stuttgart | VfB Stuttgart                                                                  | VfB Stuttgart | VfB Stuttgart |
| ----------------------- | ------------- | ------------------------------------------------------------------------------ | ------------- | ------------- |
| 2. Bundesliga           | 1             | 2016/17                                                                        |               |               |
| 1. FC Köln              |               |                                                                                |               |               |
| 2. Bundesliga           | 1             | 2018/19                                                                        |               |               |
| Schalke 04              |               |                                                                                |               |               |
| 2. Bundesliga           | 1             | 2021/22                                                                        |               |               |
| Individueel             |               |                                                                                |               |               |
| Topscorer 2. Bundesliga | 4             | 2015/16 (25 goals), 2016/17 (25 goals), 2018/19 (29 goals), 2021/22 (30 goals) |               |               |